# (73818) 1995 WP1
1995 دابليو بي 1 (ويعرف أيضًا باسم (73818) 1995 دابليو بي 1 وفق تسمية الكوكب الصغير) (بالإنجليزية: 1995 WP1)‏ هو كويكب ضمن حزام الكويكبات؛ وترتيبه 73818 من حيث الاكتشاف.
اكتُشف هذا الجُرم الفلكي بواسطة Stephen P. Laurie ‏ في 17 نوفمبر 1995.

## وصلات خارجية
- (73818) 1995 WP1 في قاعدة بيانات مختبر الدفع النفاث لأجرام النظام الشمسي الصغيرة

- الاكتشاف · مخطط المدار ·  العناصر المدارية · المعلمات المادية

- (73818) 1995 WP1 على موقع ويكي سكاي: DSS2, SDSS, GALEX, IRAS, Hydrogen α, X-Ray, Astrophoto, Sky Map, Articles and images